# Харькова Влада Вікторівна
Влада Вікторівна Харькова (нар. 29 вересня 1996) — українська фехтувальниця на шпагах, чемпіонка світу (2025), дворазова чемпіонка Європи, переможниця етапів Кубка світу.

## Спортивна кар'єра
У 2016 році стала бронзовою призеркою чемпіонату Європи серед юніорів.
2019 року виграла срібну медаль чемпіонату Європи у командних змаганнях.
У 2022 році вперше виступила на чемпіонаті Європи у складі дорослої збірної. Фехтувальниця дуже вдало провела груповий турнір, здобувши п'ять перемог та мінімально поступившись іспанці Сарі Фернандес Кальєха (4:5). Цей результат забезпечив їй високий третій номер посіву турніру на вибування. Його вона розпочала із перемоги над чешкою Веронікою Беляшовою (15:10) та туркинею Дамланур Сонмус (15:9). На наступному етапі здолала четвертого номера світового рейтингу Марі Флоранс Кандассамі (15:11). У чвертьфіналі впенено перемогла угорку Естер Мухарі (15:8), а у півфіналі полячку Мартину Святовську (15:10). У фіналі зустрілася проти дворазової чемпіонки світу, а також олімпійської медалістки Росселли Ф'ямінго. Харькова з початку поєдинку здобула перевагу в два уколи, майже весь час утримуючи її, а в кінці зустрічі розвинула успіх, здобувши остаточну перемогу 15:10. Влада Харькова стала третьою українською шпажисткою, яка здобула титул чемпіонки Європи (Наталія Конрад перемогла у 2004 році, а Яна Шемякіна у 2005 році). У командних змаганнях виступила разом із досвідченою Яною Шемякіною та ще двома дебютантками чемпіонатів Європи: Юлією Свистіль та Інною Бровко. Українська команда займала п'ятнадцяте місце у світовому рейтингу та була посіяна під восьмим номером. У першому поєдинку українки здолали збірну Румунії (45:37). У чвертьфіналі змагалися проти найкращої європейської збірної, команди Польщі. Українки лідирували майже всю зустріч, а до останнього поєдинку зустрічі підходили з рахунком 33:28. Його завершувала Харькова та Рената Кнапік-М'язга від збірної Польщі. Польська фехтувальниця на останніх секундах зуміла виправити ситуацію, зрівнявши рахунок 42:42, але на пріоритеті влучного уколу зуміла завдати українка. У півфіналі поступилися збірній Франції (36:45), але у поєдинку за бронзу зуміли здолати збірну Швейцарії (45:42). Ця медаль стала п'ятою в історії українського жіночого шпажного фехтування та першою з 2005 року. Харькова, яка виграла особисте золото та командну бронзу, повторила досягнення Яни Шемякіної, якій вдалося це зробити на чемпіонаті Європи 2005 року.
У 2025 році стала чемпіонкою світу в індивідуальній шпазі.

## Медальна статистика
| Сезон           | Дата              | Місце проведення   | Турнір           | Результат       |                 |
| Особисті медалі | Особисті медалі   | Особисті медалі    | Особисті медалі  | Особисті медалі | Особисті медалі |
| --------------- | ----------------- | ------------------ | ---------------- | --------------- | --------------- |
| 2021/22         | 18 червня 2022    | Анталія, Туреччина | Чемпіонат Європи | Золото          |                 |
| 2024/25         | 23 травня 2025    | Усі, Китай         | Кубок світу      | Бронза          |                 |
| 2024/25         | 23 липня 2025     | Тбілісі, Грузія    | Чемпіонат світу  | Золото          |                 |
| Командні медалі |                   |                    |                  |                 |                 |
| 2021/22         | 21 червня 2022    | Анталія, Туреччина | Чемпіонат Європи | Бронза          |                 |
| 2023/24         | 11 листопада 2023 | Леньяно, Італія    | Кубок світу      | Золото          |                 |
| 2023/24         | 10 грудня 2023    | Ванкувер, Канада   | Кубок світу      | Бронза          |                 |
| 2024/25         | 21 листопада 2024 | Ванкувер, Канада   | Кубок світу      | Срібло          |                 |
| 2024/25         | 19 червня 2025    | Генуя, Італія      | Чемпіонат Європи | Золото          |                 |

## Державні нагороди
- Орден княгині Ольги III ст. (27 червня 2025) — за значні заслуги у зміцненні української державності, мужність і самовідданість, виявлені у захисті суверенітету та територіальної цілісності України, вагомий особистий внесок у розвиток різних сфер суспільного життя, відстоювання національних інтересів нашої держави, сумлінне виконання професійного обов’язку[4]

## Інша діяльність
Восени 2021 року разом із Володимиром Станкевичем знялася у сценах фехтування кліпу на пісню «Імперії впадуть» відомого українського гурту «Бумбокс».